# يوري تاراسوف
يوري تاراسوف (بالأوكرانية: Тарасов Юрій Іванович)‏ (5 أبريل 1960 في أوكرانيا - 28 مارس 2000 في أوكرانيا) هو لاعب كرة قدم أوكراني في مركز الهجوم. لعب مع بيتار القدس ونادي ميتاليست خاركيف وFC Mayak Valky ‏ وFC Nyva Vinnytsia ‏ وBeitar Tel Aviv F.C. ‏.

## وصلات خارجية
- يوري تاراسوف على موقع اتحاد أوكرانيا (الإنجليزية)
- يوري تاراسوف على موقع قاعدة بيانات كرة القدم.إي يو (الإنجليزية)
- يوري تاراسوف على موقع عالم كرة القدم.نت (الإنجليزية)